# Etmopterus robinsi
Etmopterus robinsi  (лат.) — редкий вид рода чёрных колючих акул семейства лат. Etmopteridae отряда катранообразных. Обитает в западной части Атлантического океана на глубинах до 787 м. Максимальный зарегистрированный размер 33,8 см. У основания обоих спинных плавников имеются шипы. Анальный плавник отсутствует. 

## Таксономия
Впервые вид был описан в 1997 году. Голотип — самец длиной 30 см, пойманный на Багамских островах на глубине 604—750 м (25° 57' с.ш. и 78° 7' з.д.) в 1963 году. Паратипы: 5 самок длиной от 11,9 до 23,2 см, пойманные к северу от Малой Багамской Банки на глубине 686 м (27° 53' с.ш. и 79° 09'  з.д.); самец длиной 26,1 см, пойманный у северо-восточного побережья Флориды (29° 54' с.ш. и 79° 02' з.д. ) на глубине 786 м; самка длиной 22,6 см, пойманная на Багамских островах на глубине 505—527 м; самец и самка длиной 31 и 32 см, пойманные там же на глубине 604—750 м; 2 самки длиной 22,4—25,4 см, пойманные в водах Гаити на глубине 640 м; 2 самки длиной 27,5—29,5 см и самец длиной 28,5 см, пойманные к северу от Ангильи на глубине 682 м; самец длиной 25,2 см, пойманный у острова Провиденсия на глубине 549 м; 4 самки длиной 17—24,5 см, пойманные у Наветренных островов на глубине 580 м; самка длиной 21 см и 3 самца длиной 23,5—30,1 см, пойманные там же на глубине 622—695 м; самец и самка длиной 23,4 и 17 см, пойманные там же не глубине 589 м; самка длиной 25,4 см, пойманная к северу от Гаити на глубине 640 м и самец длиной 28,8 см, пойманный во Флоридском проливе к западу от Драй-Тортугас на глубине 411 м. Новый вид был назван в честь сотрудника Флоридского музея естественной истории Роберта Робинсона, регистрировавшего данные по голотипу и паратипам.

## Ареал
Etmopterus robinsi обитают в западно-центральной Атлантике у берегов Флориды, Ангильи, Антигуа и Барбуда, Доминиканской Республики, Гаити, Никарагуа и Виргинских островов. Эти акулы встречаются на материковом и островном склоне на глубине от 412 до 787 м, преимущественно глубже 549 м. 

## Описание
Максимальный зарегистрированный размер составляет 33,8 см. Тело стройное, окрас тёмный. У основания спинных плавников имеются шипы. Анальный плавник отсутствует. Глаза крупные.  

## Биология
Etmopterus robinsi, вероятно, размножаются яйцеживорождением. У самцов половая зрелость наступает при достижении длины 26 см.

## Взаимодействие с человеком
Не является объектом коммерческого промысла. Международный союз охраны природы присвоил этому виду статус сохранности «Вызывающий наименьшие опасения»